# The Handsome Family
The Handsome Family — музыкальный дуэт супругов Бретта и Ренни Спаркс, основанный в 1993 году в Чикаго, Иллинойс. Сейчас группа базируется в Альбукерке, Нью-Мексико. Семья исполняет в жанрах американа и альтернативное кантри. Стали широко узнаваемы за пределами США после выхода 1 сезона сериала «Настоящего детектива» канала HBO, в котором их песня "Far From Any Road" стала заглавной музыкальной темой.

## Альбомы
- Odessa (1994) Carrot Top Records / Scout Releases
- Milk and Scissors (1996) Carrot Top Records / Scout Releases
- Invisible Hands (1997) Carrot Top Records / Scout Releases (Vinyl only EP release)
- Through the Trees (1998) Carrot Top Records / Loose Music
- In the Air (2000) Carrot Top Records / Loose Music
- Twilight (2001) Carrot Top Records / Loose Music
- Singing Bones (2003) Carrot Top Records / Loose Music
- Last Days of Wonder (2006) Carrot Top Records / Loose Music
- Honey Moon (2009) Carrot Top Records / Loose Music
- Wilderness (2013) Carrot Top Records / Loose Music